# Massalengo
Massalengo est une commune italienne de la province de Lodi, en région Lombardie.

## Géographie
La commune se situe à 7 km au sud de son chef-lieu, Lodi.

## Histoire
Massalengo était une propriété des moines Bénédictins de Saint Pierre à Lodi Vecchio (IXe siècle). Elle a appartenu, par la suite, à la famille Salerano et, en 1224, aux Capitanei de Cornegliano Laudense. En 1661, elle est devenue propriété du comte Pierre Massalenghi, de Plaisance, puis, en 1756, d'Antonio Vigani.
Le nom de la ville vient de la famille Massalenghi.

## Économie
L'agriculture est l'activité principale de la ville, où on compte une douzaine de fermes.
Il y a également quelques artisans, de nombreux ateliers de mécanique, ainsi que trois entreprises de construction.

## Culture
- L'église paroissiale, dédiée à saint André, construite en 1621.
- Villa Premoli, en style liberty, avec un jardin, datant de 1885.

Pendant les années 1970 et 1980, dans le hameau Motta Vigana, une radio locale, Radio Sympathy, a existé.

## Administration
| Période                                  | Période  | Identité        | Étiquette     | Qualité |
| ---------------------------------------- | -------- | --------------- | ------------- | ------- |
| 8 juin 2009                              | En cours | Domenico Pagani | Liste Civique |         |
| Les données manquantes sont à compléter. |          |                 |               |         |

### Communes limitrophes
San Martino in Strada, Cornegliano Laudense, Pieve Fissiraga, Ossago Lodigiano, Villanova del Sillaro.